# Waldir Maranhão
Waldir Maranhão Cardoso, né le 4 août 1955 à São Luís, Maranhão, est un homme d'État brésilien, président de la Chambre des députés par intérim en 2016,,.

## Président de la Chambre des députés par intérim
Le 9 mai 2016, devenu président par intérim de la Chambre des députés, il annule le vote sur la procédure de destitution de Dilma Rousseff, au motif notamment que des députés ont fait connaître leur avis avant le vote, avant de revenir le lendemain sur cette décision, permettant à la procédure de se poursuivre.
Le 14 juillet 2016, une semaine après la démission d'Eduardo Cunha, Rodrigo Maia lui succède.